# بابا نظر (كتاب)
بابا نظر هو كتاب من تأليف حسين بيزايي وتحرير مصطفى رحيمي وأحمد دهقان. الكتاب هو نتيجة مقابلات شفهية مع محمد حسن نظري نجاد، يروي خلالها الراوي قصصه عن الثورة الإيرانية والحرب الإيرانية العراقية. محمد حسن نظري نجاد، المعروف باسم بابا نظر، راوي هذا الكتاب، شارك في الحرب العراقية الإيرانية لمدة 140 شهرًا وتوفي بعد ثماني سنوات من الحرب بسبب إصابات الحرب، في عام 1997.

## ملخص
يتكون الكتاب من محادثة استمرت 36 ساعة بين حسين بيزاي ومحمد حسن نظري نجاد عام 1996، وهي مسجلة على شكل فيديو ومصير تلك الأفلام غير معروف. لكن كلمات وجمل المقابلات أصبحت نصاً بعد التسجيل. بشكل عام، هذا الكتاب عبارة عن مذكرات لمحمد حسن نظري نجاد في زمن الثورة الإيرانية وزمن الحرب الإيرانية العراقية.
في البداية يتحدث الراوي عن نشاطات حملته ضد الدولة البهلوية قبل الثورة الإسلامية. ثم يذهب إلى الحرب العراقية الإيرانية. ويصف العمليات الحربية بتفصيل كبير. يتحدث عن كل لحظاته في الحرب ويصور الآمال والإحباطات، المخاوف والحصانات، القلق والارتياح.
وقد جمع هذا الكتاب في ثمانية عشر فصلاً. الجزء الأخير من الكتاب مخصص للصور والوثائق. الكتاب هو نتيجة عشرات الساعات من رواية التاريخ الشفهي التي ذكرها محمد حسن نظري نجاد والتي أملاها على حسين بيزايي. وإلى جانب التاريخ الشفهي، يحتوي الكتاب أيضًا على السيرة الذاتية للراوي.

## النشر
نُشر الكتاب لأول مرة باللغة الفارسية عن دار نشر سوره مهر في عام 2009، وأعيد طبعه أكثر من 55 نسخة خلال أربع سنوات، وفقًا للناشرين. ترجم الكتاب من الفارسية إلى الإنجليزية ونشر في أغسطس 2014 عن نفس الدار.

## روابط خارجية
- بابا نظر على موقع Goodreads
- بابا نظر على أمازون
- الطبعة الفارسية النسخة الإلكترونية